# 亚历山大·沙皮奇
亚历山大·沙皮奇（羅馬化：Aleksandar Šapić，1978年6月1日—），塞尔维亚男子水球运动员。

## 生平
他曾代表南联盟、塞尔维亚和黑山、塞尔维亚参加1996年、2000年、2004年和2008年夏季奥林匹克运动会水球比赛，获得一枚银牌和二枚铜牌。